# Sergio Lira
Sergio Lira Gallardo (* 24. August 1957 in Tamiahua, Veracruz), auch bekannt unter dem Spitznamen El Tamiahuero, ist ein ehemaliger mexikanischer Fußballspieler auf der Position des Stürmers, der in der zweiten Hälfte der 1980er Jahre dreimal Torschützenkönig der mexikanischen Primera División war.

## Biografie

### Verein
Sergio Lira begann seine Profikarriere 1978 in Diensten des Tampico-Madero FC, für den er bis 1981 spielte. Vor der Saison 1981/82 wechselte er zum CF Atlante, bei dem er jedoch weitgehend glücklos agierte, so dass er ein Jahr später sein Glück beim CF Oaxtepec versuchte – und zu alter Stärke (statistisch ein Tor in jedem dritten Spiel) zurückkehrte.
Seine erfolgreichste Zeit hatte er jedoch bei seiner Rückkehr zum Tampico-Madero FC, für den er zwischen 1984 und 1990 in 209 Spielen 99 Tore erzielte und dreimal Torschützenkönig der mexikanischen Liga wurde.
Danach wechselte er zu den UANL Tigres, bevor er seine Karriere beim Puebla FC ausklingen ließ.
In der „ewigen“ Torjägerliste der mexikanischen Primera División belegt er mit 190 Treffern den zehnten Platz.

### Nationalmannschaft
Zwischen seinem Debüt am 8. Februar 1979 gegen die Sowjetunion (1:1) und seinem letzten Länderspiel am 10. Mai 1990 gegen die USA (1:0) brachte Lira es auf insgesamt 14 Einsätze für die mexikanische Nationalmannschaft, wobei seine Länderspielkarriere sich auf drei Etappen verteilte: die ersten sechs Länderspiele absolvierte er zwischen 1979 und 1981, die nächsten sechs 1987 und seine beiden Letzten 1990. Dabei erzielte er insgesamt vier Treffer: sein erstes Tor beim 4:0 gegen Südkorea am 10. Februar 1981 sowie je ein Tor in den Spielen gegen El Salvador (3:1) und zweimal die Bahamas (3:0 und 13:0), die alle im ersten Drittel des Jahres 1987 ausgetragen wurden.

## Erfolge

### Persönlich
- Torschützenkönig der mexikanischen Primera División: Prode 85, México 86, 1988/89

### Verein
- Mexikanischer Vizemeister: Prode 85 und México 86